# Lassie se vraća kući
Lassie se vraća kući (engl. Lassie Come Home), je američki igrani film snimljen 1943. u režiji Freda M. Wilcoxa. Predstavlja adaptaciju istoimenog romana britanskog pisca Erica Knighta, koji je poginuo nedugo prije početka snimanja. Radnja je smještena u Yorkshiru tijekom Velike depresije, a naslovni protagonist je Lassie, ženka škotskog ovčara koju njeni vlasnici, potaknuti siromaštvom, prodaju bogatom aristokratu koji je vodi u Škotsku, ali se ona, usprkos svemu, želi vratiti svom bivšem gospodaru i prijatelju, dječaku Joeu (koga tumači Roddy McDowall, i zbog toga odlazi na dugo i opasno putovanje.
Iako je u romanu (i filmu) Lassie ženka, na filmu je njen lik tumačio mužjak po imenu Pal. Kao razlog se navodi to da je bio veličinom impresivniji, odnosno spretniji u izvođenju niza opasnih kaskada. Film je snimljen u boji,  što je tada bila relativna rijetkost,te je postigao izuzetan komercijalni uspjeh. Mladi Roddy McDowall je zahvaljujući njemu mogao nastaviti karijeru kao dijete-glumac, a slična se stvar dogodila i s Elizabeth Taylor s kojom će ostati najbolji prijatelj do smrti. Uspjeh filma je potakao snimanje nastavka pod naslovom Lassiejev sin, odnosno serije koja će imati ukupno šest naslova. Rudd Weatherwax, Palov vlasnik i dreser, kasnije je pokrenuo 1954. popularnu i dugovječnu TV seriju Lassie u kojoj su nastupili Palovi potomci.

## Glavne uloge
- Pal (naveden kao "Lassie") ... Lassie
- Roddy McDowall ... Joe Carraclough, jorkširski dječak
- Donald Crisp ... Sam Carraclough, Joeov otac
- Elsa Lanchester ... Mrs. Carraclough, Joeva majka
- Elizabeth Taylor ... Priscilla, djevojčica koja simpatizira s Lassie u nevolji
- Nigel Bruce ... Vojvoda od Rudlinga, Priscillin djed
- Dame May Whitty ... Dally, starica koja pomaže Lassie na njenom putovanju kući
- Ben Webster ... Dan'l Fadden, Dallyn muž
- Edmund Gwenn ... Rowlie, kotlokrpa koji se sprijatelji s Lassie
- J. Pat O'Malley ... Hynes
- Alan Napier ... Jock
- Arthur Shields ... Andrew
- John Rogers ... Snickers
- Alec Craig ... Buckles
- George Broughton ... Allen

## Vanjske poveznice
- Lessie se vraća kući u internetskoj bazi filmova IMDb-a